# タマキガイ属
タマキガイ属（タマキガイぞく、Glycymeris）は、 フネガイ目Arcoidaタマキガイ科Glycymerididaeに分類される二枚貝で、フネガイ上科に分類される場合のほか、シラスナガイ上科 (Limopsoidea)に分類されることがある。両極を除く世界中の海に分布する。

## 形態
貝殻
殻長約10cm以下。円形またはわずかに楕円形の前後に対称的で分厚い貝殻を持つ。外面は橙褐色一色または褐色と白色の濃淡または色分け模様が描かれる。放射線が刻まれる、顕著な放射肋を形成する種はウチワガイ属Tucetonaに分類される。現生種では成長線は弱く、化石種では放射線や成長線が顕著な種もある。内面は前後に閉殻筋痕があり、水管を持たないため套線の湾入は無い。殻頂前後になだらかな湾状に多数の鉸歯が刻まれ多歯式。殻頂の鉸歯列の外側に平たい三角形の靭帯面があり、山形の溝が密に刻まれる。特に化石種で鉸歯列や靭帯面の広さに差が見られる。腹縁に鋸歯状の凹凸があり、それが密か疎かが種の判別の参考になることがある。生貝の貝殻は殻皮に覆われていて、排せつを行う後部腹側開口部には多毛類などの他の生物が付着する。
軟体と生態
前後に閉殻筋を持つ。足は四角い袋のような形をしていて、砂に潜るのは遅いが、夜間に砂底を這いまわる。水管を持たず、砂底にかろうじて埋まり、外套膜腹縁を砂底に出して海水を出し入れする。外套膜腹縁には多数の眼があり、多毛類などの他の生物が付着していることが多い。櫛鰓は大きく、殻頂から後部外套膜復縁にかけて広く伸びて、海水の取り込みと排出に関与する。唇弁は簡単な構造で、泥水からの餌の取り込みには適さない。浅海の砂底に棲み、植物プランクトンを食べる。その際に、食物は初め鰓に沿って殻頂方向へ、次に口溝にそって前方へ運ばれ、口に入った後食道を通って再度殻頂方向の胃へと運ばれる。水管を持つ他の二枚貝では、唇弁が鰓の近くにあり、鰓の背側と腹側の両端から口へ運ばれるのに対して、水管を持たないタマキガイ属では背側末端のみから運ばれ、腹側は排泄物で占められている。岩に付着するのではなく浅く砂に潜って暮らすため足糸腺は退化し、成貝では失われる。

## 分布
本属は起源が白亜紀にさかのぼり、両極を除く世界中の温暖な浅海および寒冷な浅海の砂底に分布する。なおインド-西太平洋産はウチワガイ類が優勢で、タマキガイ属は比較的少ない。

## 分類
タマキガイ属Glycymerisと近縁のフネガイ目の分岐図と種の一例を要約して下に示す。
|  | Limopsidae シラスナガイ科        |
|  |                                  |
|  | Phylobridae シラスナガイモドキ科 |
|  |                                  |

|  | Glycymeris タマキガイ属 |
|  |                         |
|  | Tucetona ウチワガイ     |
|  |                         |

|  | Limopsidae シラスナガイ科        |
|  |                                  |
|  | Phylobridae シラスナガイモドキ科 |
|  |                                  |

|  | Glycymeris タマキガイ属 |
|  |                         |
|  | Tucetona ウチワガイ     |
|  |                         |

|  | Limopsidae シラスナガイ科        |
|  |                                  |
|  | Phylobridae シラスナガイモドキ科 |
|  |                                  |

|  | Glycymeris タマキガイ属 |
|  |                         |
|  | Tucetona ウチワガイ     |
|  |                         |

|  | Limopsidae シラスナガイ科        |
|  |                                  |
|  | Phylobridae シラスナガイモドキ科 |
|  |                                  |

|  | Glycymeris タマキガイ属 |
|  |                         |
|  | Tucetona ウチワガイ     |
|  |                         |

|  | Arca ノアノハコブネガイ |
|  |                         |
|  | Acar コシロガイ         |
|  |                         |

|  | Limopsidae シラスナガイ科        |
|  |                                  |
|  | Phylobridae シラスナガイモドキ科 |
|  |                                  |

|  | Glycymeris タマキガイ属 |
|  |                         |
|  | Tucetona ウチワガイ     |
|  |                         |

|  | Limopsidae シラスナガイ科        |
|  |                                  |
|  | Phylobridae シラスナガイモドキ科 |
|  |                                  |

|  | Glycymeris タマキガイ属 |
|  |                         |
|  | Tucetona ウチワガイ     |
|  |                         |

|  | Limopsidae シラスナガイ科        |
|  |                                  |
|  | Phylobridae シラスナガイモドキ科 |
|  |                                  |

|  | Glycymeris タマキガイ属 |
|  |                         |
|  | Tucetona ウチワガイ     |
|  |                         |

|  | Limopsidae シラスナガイ科        |
|  |                                  |
|  | Phylobridae シラスナガイモドキ科 |
|  |                                  |

|  | Glycymeris タマキガイ属 |
|  |                         |
|  | Tucetona ウチワガイ     |
|  |                         |

|  | Arca ノアノハコブネガイ |
|  |                         |
|  | Acar コシロガイ         |
|  |                         |

|  | Barbatia ベニエガイ (epibyssate) |
|  |                                  |
|  | Anadara サトウガイ (endobyssate) |
|  |                                  |

|  | Limopsidae シラスナガイ科        |
|  |                                  |
|  | Phylobridae シラスナガイモドキ科 |
|  |                                  |

|  | Glycymeris タマキガイ属 |
|  |                         |
|  | Tucetona ウチワガイ     |
|  |                         |

|  | Limopsidae シラスナガイ科        |
|  |                                  |
|  | Phylobridae シラスナガイモドキ科 |
|  |                                  |

|  | Glycymeris タマキガイ属 |
|  |                         |
|  | Tucetona ウチワガイ     |
|  |                         |

|  | Limopsidae シラスナガイ科        |
|  |                                  |
|  | Phylobridae シラスナガイモドキ科 |
|  |                                  |

|  | Glycymeris タマキガイ属 |
|  |                         |
|  | Tucetona ウチワガイ     |
|  |                         |

|  | Limopsidae シラスナガイ科        |
|  |                                  |
|  | Phylobridae シラスナガイモドキ科 |
|  |                                  |

|  | Glycymeris タマキガイ属 |
|  |                         |
|  | Tucetona ウチワガイ     |
|  |                         |

|  | Arca ノアノハコブネガイ |
|  |                         |
|  | Acar コシロガイ         |
|  |                         |

|  | Limopsidae シラスナガイ科        |
|  |                                  |
|  | Phylobridae シラスナガイモドキ科 |
|  |                                  |

|  | Glycymeris タマキガイ属 |
|  |                         |
|  | Tucetona ウチワガイ     |
|  |                         |

|  | Limopsidae シラスナガイ科        |
|  |                                  |
|  | Phylobridae シラスナガイモドキ科 |
|  |                                  |

|  | Glycymeris タマキガイ属 |
|  |                         |
|  | Tucetona ウチワガイ     |
|  |                         |

|  | Limopsidae シラスナガイ科        |
|  |                                  |
|  | Phylobridae シラスナガイモドキ科 |
|  |                                  |

|  | Glycymeris タマキガイ属 |
|  |                         |
|  | Tucetona ウチワガイ     |
|  |                         |

|  | Limopsidae シラスナガイ科        |
|  |                                  |
|  | Phylobridae シラスナガイモドキ科 |
|  |                                  |

|  | Glycymeris タマキガイ属 |
|  |                         |
|  | Tucetona ウチワガイ     |
|  |                         |

|  | Arca ノアノハコブネガイ |
|  |                         |
|  | Acar コシロガイ         |
|  |                         |

|  | Barbatia ベニエガイ (epibyssate) |
|  |                                  |
|  | Anadara サトウガイ (endobyssate) |
|  |                                  |

(足糸による分類)
- Abyssate 足糸(byssus)を使用しないかまたは幼貝時のみ使用する。
- Epibyssate=表生足糸付着型：岩や礫の表面で足糸を出して体を固定する。
- Endobyssate=内生足糸付着型：貝を一部砂礫に潜らせて、そこから足糸を伸ばして砂礫に体を固定する。

## 現生種
現生の主な種として以下が知られている。海外の貝殻の殻長と産地はロッテルダム自然史博物館の標本のデータを記した。
タマキガイ属 Glycymeris
（日本産）

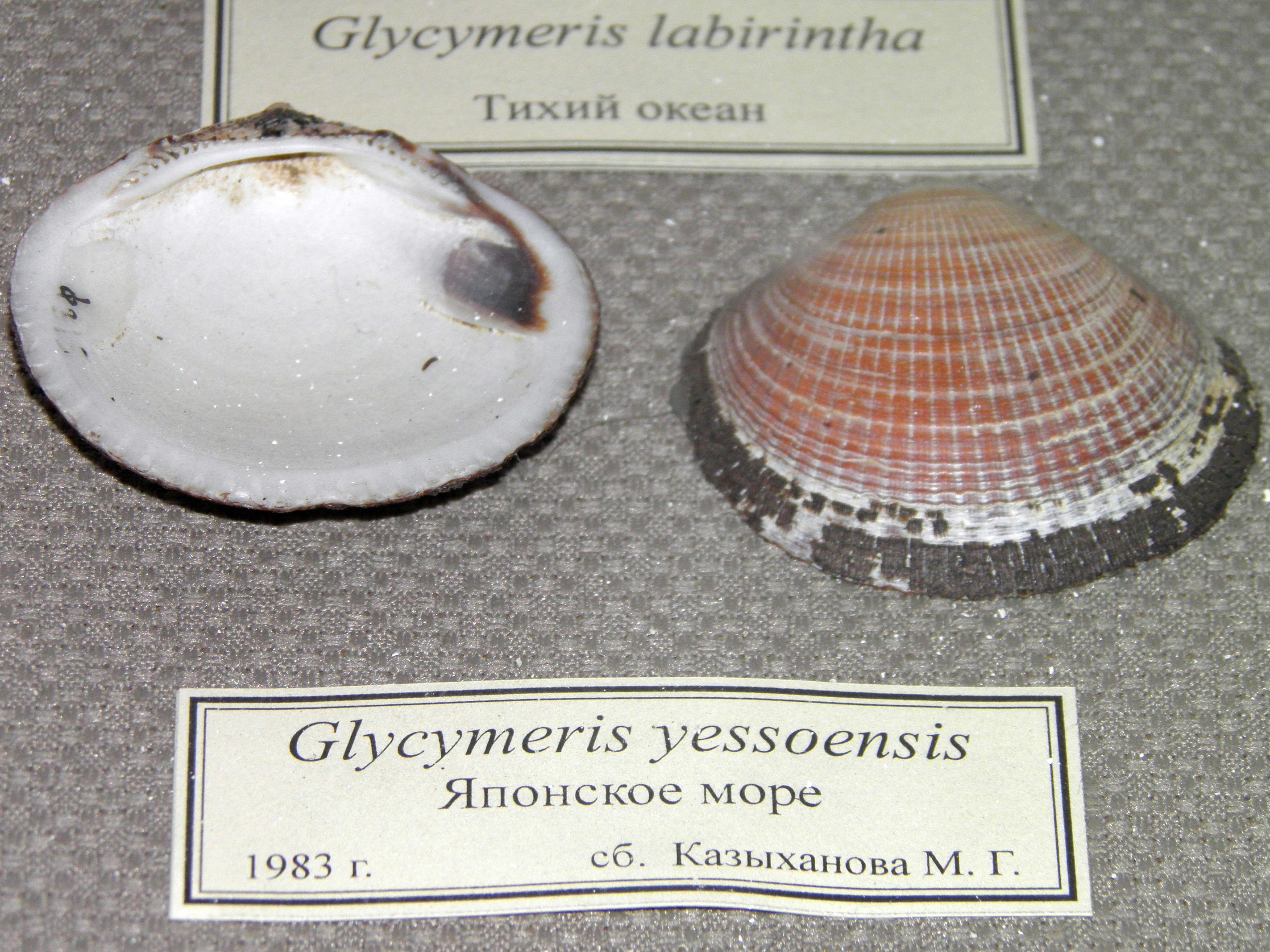
Glycymeris yessoensis

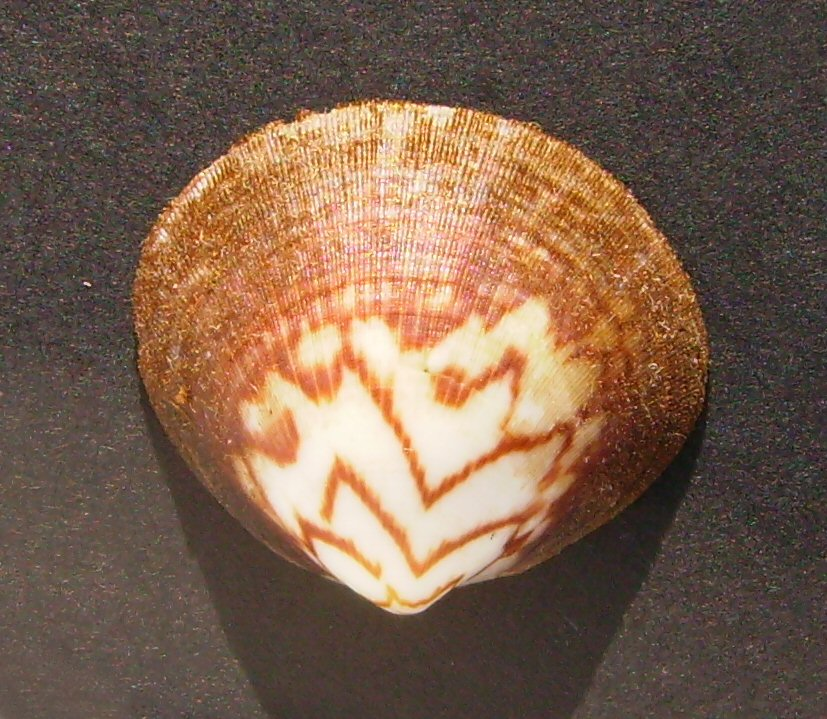

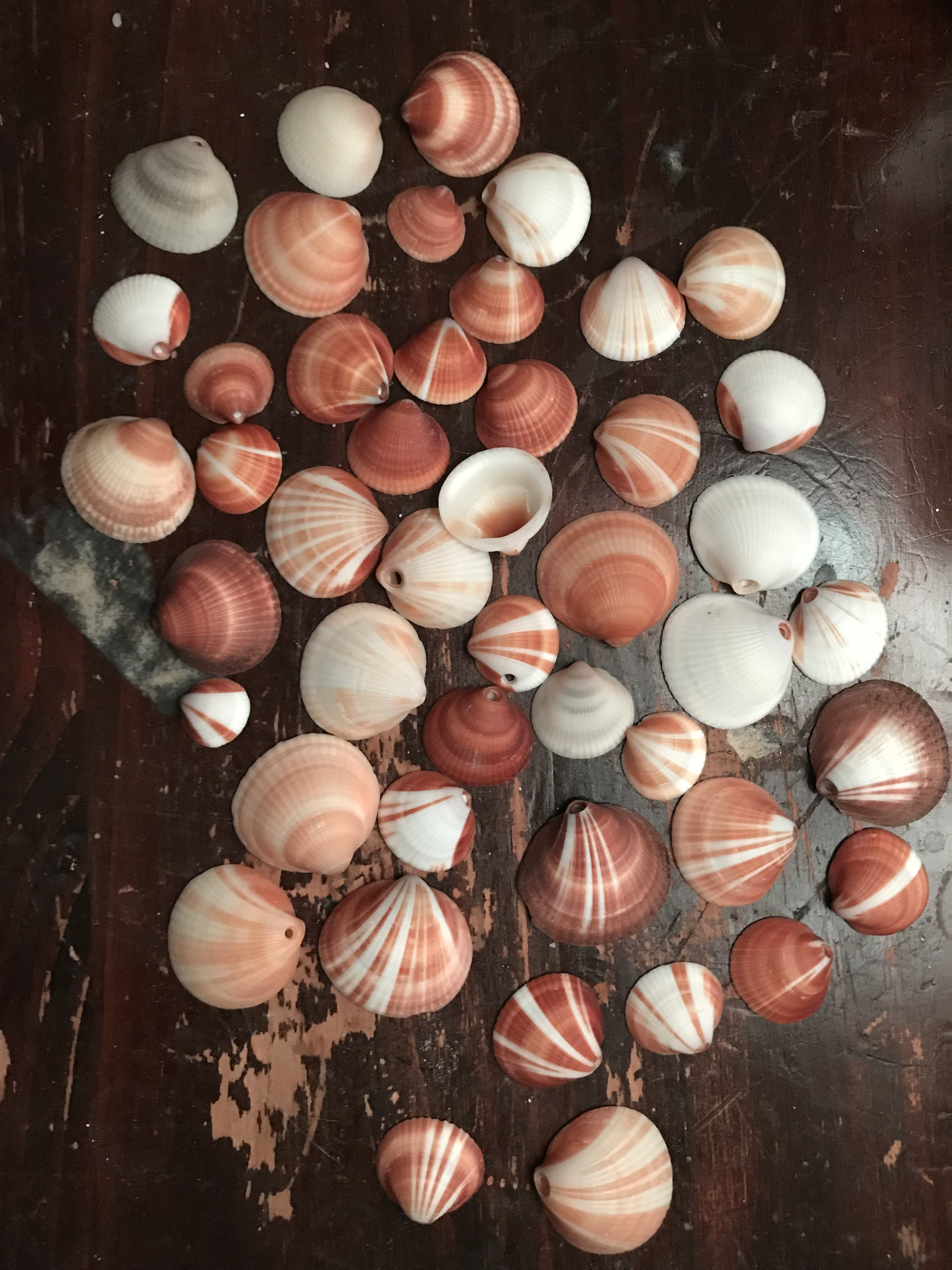
Spectral Bittersweet Clams

- Glycymeris albolineata (Lischke, 1872) ベンケイガイ。北海道南部以南, 殻長10cm[13]。
- Glycymeris aspersa (A. Adams & Reeve, 1850) タマキガイ。北海道南部以南, 殻長7cm。
- Glycymeris fulgurata トドロキガイ[14][15]
- Glycymeris imperialis Kuroda, 1932 ミタマキガイ[16]　和歌山県みなべ町, 3cm。貝殻は円形で小型、放射線。
- Glycymeris (Tucetonella) munda (G. B. Sowerby Ⅲ, 1903) コギツネガイ。房総半島以南の水深約120m, 殻長約1cm。暖流系の種だが秋田県で更新世の化石[17]。
- Glycymeris (Tucetilla) pilsbryi (Yokoyama, 1920) ビロードタマキ。放射線が密。三浦半島宮田層[18], 千葉県市原市下総層群で化石[19]。
- Glycymeris reevei (Mayer, 1868) フィリピンマクタン島, 7cm。ソメワケグリ。高知県以南に分布。
- Glycymeris rotunda (Dunker, 1882) ベニグリ[20]。愛知県三河産, 約3cm。鉸歯面広い。
- Glycymeris shutoi Matsukuma, 1981 コタマキガイ、琉球諸島・八重山諸島小型で、殻長/殻高比がソメワケグリよりも大きい[21]。
- Glycymeris yessoensis (G. B. Sowerby Ⅲ, 1889) エゾタマキガイ。ロシアウラジオストク産, 4cm。鉸歯や鋸歯が細かく刻まれる[22][23]。房総半島以北、日本海岸に分布。日本海の南側が閉じていた時代の大桑層から化石が出ており、日本列島や日本海が形成されるあいだ氷河期を超えてきた種[24]。生息深度が深まり捕食者がツメタガイ属からハイイロタマガイ属に移ったことが化石の穿孔位置の変化からわかる[25]。また太平洋側では成田層下部の地層で本種が見つかり、更新世の海進期の古東京湾は北側へ開いて寒流が流れこんでいたと考えられる[26]。

（オセアニア～アフリカ東岸）
- Glycymeris arabica (H Adams, 1871) エジプトアカバ湾産, 2cm。放射肋と鋸歯。
- Glycymeris dampierensis Matsukuma, 1984 西オーストラリア州北部産, 4cm。貝殻は後方に張り出し、褐色ないし灰褐色。鉸歯面広い。
- Glycymeris grayana (Dunker, 1857) ビクトリア州, 6cm。白地に褐色の放射模様。
- Glycymeris hedleyi (E. Lamy, 1912) クイーンズランド州, 3cm。白地に褐色の放射模様。
- Glycymeris holsericus (Reeve, 1843) クイーンズランド州, 2cm。黄褐色、背側が狭まり台形的、鉸歯面広い。
- Glycymeris livida Reeve, 1843 レユニオン島, 5cm。放射線と内面腹縁の鋸歯が密。
- Glycymeris modesta (Angas, 1879) ニュージーランド, ベイ・オブ・プレンティ地方産, 2cm。淡褐色の放射線が細密。
- Glycymeris radians (Lamarck, 1819) ミナミタマキガイ。南オーストラリア州アデレード, 5cm。楕円形で、褐色の放射線が密。
- Glycymeris striatularis (Lamarck, 1819) タスマニア州産, 5cm。外面は灰褐色で薄皮を被る。殻頂側がややへの字の円形で、鉸歯面はやや幅広い。

（大西洋産）
- Glycymeris americana (De France, 1826) アメリカタマキガイ。パナマ産, 10cm。内外面に褐色の模様、鉸歯面広い。英名”giant bittersweets”で味が苦いため食用とはされない[28]。
- Glycymeris bimaculate (Poli, 1795) ギリシャ産, 8cm。黄褐色、鉸歯面が長くて広い。
- Glycymeris concentrica (Dunker, 1853) セネガル産, 4cm。楕円形で殻頂が張り出した形。明るい褐色。
- Glycymeris connollyi Tomlin, 1926 南アフリカ産, 1.5cm。白地に褐色斑、放射肋と鋸歯が密。
- Glycymeris decussata (Linnaeus, 1758) カリブ海アルバ産, 5cm。円形で内外面に褐色斑。鉸歯面広い。
- Glycymeris formosa (Reeve, 1843) サン・ヴィセンテ島, サントメ・プリンシペ産, 5cm。円形で褐色斑。鉸歯面広い。
- Glycymeris Glycymeris (Linnaeus, 1758) ホンタマキガイ。フランスブルターニュ沿岸およびイギリス領ガーンジー島産, 4cm。円形で褐色の模様。鉸歯面は広い。英名“dog cockle”または”European bittersweet”。
- Glycymeris longior (G. B. SowerbyⅠ, 1833) アルゼンチンチュブ州, 3.5cm。やや長円形で、鉸歯列は曲がり鉸歯面と靭帯面が広い。
- Glycymeris nummaria (Linnaeus, 1758) ブドウタマキガイ。地中海, 6cm。白地に暗灰褐色衣。
- Glycymeris pilosa (Broderip, 1832) トルコムーラ県, 5cm。円形、黒褐色。放射線と鋸歯は密。
- Glycymeris scripta (Born, 1778) セネガル, モーリタニア産, 5cm。少し楕円形で褐色のギザギザ模様。鋸歯は密。
- Glycymeris spectralis Nicol, 1952) 熱帯アメリカ大西洋岸。円形で模様が鮮やか。
- Glycymeris stellata (Bruguière, 1789) セネガル産, 4cm。鉸歯面は広い。
- Glycymeris undata (Linnaeus, 1758) セントビンセントおよびグレナディーン諸島, 5cm。放射肋が強く、黒褐色の模様。殻頂が張り出し、鉸歯面は幅広く湾曲する。
- Glycymeris vanhengstomi Gould & Gulden, 2009 カナリア諸島およびマデイラ諸島産, 3cm。円形で褐色の模様。鉸歯面は幅広く、鋸歯は細かく刻まれる。

（東太平洋産）
- Glycymeris gigantea (Reeve, 1843) メキシコ西岸産, 6cm。内外面に褐色斑。鉸歯面は広い。
- Glycymeris lintea Olsson, 1961 ペルー産, 4cm。淡い褐色,表面に成長線、黒褐色の殻皮、内面腹縁は細かく刻まれる。
- Glycymeris maculata (Broderip, 1832) メヒコソノラ州, 5cm。淡い黒褐色。放射肋と鋸歯は間隔が広い。鉸歯面は広い。
- Glycymeris ovata (Broderip, 1832) ペルー, 4cm。成長線と放射線や内面腹縁の鋸歯が密。
- Glycymeris septentrionalis (Middendorf, 1849) ワシントン州産, 12mm。淡褐色の薄皮、鉸歯面広い。

## 化石種
日本各地の主に日本海と日本列島が形成される中新世以降の地層で、タマキガイ属と考えられる多くの化石が見つかっている。
　
- Glycymeris amakusensis Nagao, 1930 天草上島姫浦層群, 白亜紀。放射肋が密で成長線もある[6]。
- Glycymeris ayugawaensis 岐阜県恵那郡鮎川, 中新世[30]。
- Glycymeris cisshuensis Makiyama, 1926キッシュウタマキガイ, 漸新世～中新世。福島県東棚倉, 群馬県富岡市[31], 岐阜県瑞浪市, 島根県出雲市, 佐賀県杵島層など。
- Glycymeris crassa Kuroda, 1931; 長野県東筑摩郡, 別所層, 鮮新世[32]。円形で成長脈が密。
- Glycymeris densilineata Nagao, 1930[33]
- Glycymeris gorokuensis Nomura, 1938, 宮城県竜の口層, 鮮新世[6]。成長線と靭帯面。
- Glycymeris hanzawai Nomura and Zinbô, 1934, 鹿児島県喜界島琉球石灰岩層, 更新世[6]。成長線と靭帯面。
- Glycymeris himenourensis Tashiro, 1971, 熊本県上天草市姫浦層群, 白亜紀後期[34]。
- Glycymeris hokkaidoensis Nomura, 1938, 北海道中川郡（天塩国）, 後期白亜紀[35]。放射肋と成長線。
- Glycymeris (Tucetona) makiyamai Tsuda, 1959: 富山県大沢野町葛原, 中新世[36]。放射肋が顕著でウチワガイ属。
- Glycymeris matsumoriensis Nomura and Hatai, マツモリタマキガイ。福島県, 中新世[37]。
- Glycymeris minochiensis (Yokoyama)　新生代第三紀[38]。細密な放射線。
- Glycymeris minoensis Itoigawa[39] ミノタマキガイ。岐阜県,　島根県, 中新世[40]。細かい放射肋と粗い成長線。
- Glycymeris nakamurai Makiyama 静岡県袋井市掛川層群[41]。9cm, 成長線が密。
- Glycymeris nakosoensis Hatai and Nisiyama, 1949 福島県勿来町石城層[42], 漸新世[6]。円形, 咬歯列の幅が広い。
- Glycymeris nipponica (Yokoyama, 1920)[43] 少しひずんだ円形。原記載はPectunculus。
- Glycymeris nozokiensis Hatai and Nisiyama, 1951; 山形県最上郡及位[44], 中新世[6]。円形、放射肋が明らかで、Tucetona nozokiensis (Hatai and Nisiyama) に修正された(1976)。
- Glycymeris ogawaraensis Kotaka and Noda, 1967; 青森県黒石市大河原層, 中新世。
- Glycymeris oshimaensis Noda, 1962 新潟県大島村 (新潟県東頸城郡), 頚城層, 中新世[6]。
- Glycymeris rhynconelloides Nomura and Hatai, 1939, 岐阜県瑞浪層群, 島根県宍道湖岸布志名層[45], 中新世[6]。
- Glycymeris subpectiniformis Nomura and Zinbô, 1934, 喜界島, 更新世 [6]。放射肋が広い。鉸歯面が広く靭帯面は狭い。
- Glycymeris totomiensis Makiyama, 1928, トウトウミタマキガイ。静岡県掛川層群[46]大日層, 鮮新世[47][20]。円形で殻頂が小さく突き出る。鉸歯の幅が広く、靭帯面がある。
- Glycymeris yamguchii Hayasaka, 1956, 福島県双葉郡浪江町, 石熊層, 鮮新世。鉸歯面が広い[6]。

## 人との関係
大型の貝殻は縄文時代に中央部をくり抜いて腕輪が作られた。江戸時代後期の『目八譜』に本属の種が図示されているが、著者武蔵石壽は同種内の変異による呼び名の違いと考えている。タマキガイは硬くてうま味が少なく後味がくどいため、日本ではほとんど食用とされない。欧州産のホンタマキガイは甘みがあるため「海のアーモンド」と呼ばれスペインやフランスで食用とされる。